# Лиророгие бубалы
Лиророгие бубалы (лат. Damaliscus) — род африканских антилоп семейства полорогих подсемейства бубалов (Alcelaphinae).

## Виды
В роде 4 вида:
- Damaliscus korrigum
- Damaliscus lunatus — Топи
- Damaliscus pygargus — Беломордый бубал
- Damaliscus superstes

Ранее в род лиророгих бубалов включали также бубала Хантера, а виды Damaliscus korrigum и Damaliscus superstes считали подвидами беломордого бубала и топи.